# Fu Quanxiang
Fu Quanxiang (en chinois :  F 全 香, pinyin : Fù Quánxiāng), née le 3 août 1923 à Shengzhou (Chine) et morte le 24 octobre 2017 à Shanghai, est une comédienne chinoise bien connue pour avoir joué dans le genre d'opéra chinois « Opéra de Shaoxing » (ou Opéra de Yue, Yueju).

## Biographie
Dans la presse chinoise, elle est réputée comme étant l'une des dix principales actrices de l'Opéra de Shaoxing. Pour d'autres encore, elle est même l'une des deux seules artistes réellement célèbres de cet opéra, l'autre étant Yuan Xuefen.